# Aieta
Aieta é uma comuna italiana da região da Calábria, província de Cosenza, com cerca de 892 habitantes. Estende-se por uma área de 47 km², tendo uma densidade populacional de 19 hab/km². Faz fronteira com Laino Borgo, Laino Castello, Papasidero, Praia a Mare, Tortora.

## Demografia
| Variação demográfica do município entre 1861 e 2011                               |
|                                                                                   |
| Fonte: Istituto Nazionale di Statistica (ISTAT) - Elaboração gráfica da Wikipedia |